# Diana Bajeva
Diana Artemivna Bajeva (in ucraino Діана Артемівна Баєва?; Makiïvka, 9 agosto 2004) è una ginnasta ucraina.

## Biografia
Bajeva ha iniziato a praticare la ginnastica all'età di sei anni. Residente nell'oblast' di Donec'k, in seguito allo scoppio della guerra del Donbass si trasferisce nel 2015 con la sua famiglia a Vinnycja. Tre anni dopo si reca a Kiev ed entra a far parte della squadra juniores dell'Ucraina, con cui disputa poi i Mondiali juniores di Mosca 2019. Nel 2020 gareggia con la nazionale senior guadagnando quattro medaglie ai campionati europei di Kiev: due ori nella gara a squadre e nelle 5 palle, più un argento nei 3 cerchi / 4 clavette, e un bronzo nell'all-around.

## Palmarès
- Campionati europei di ginnastica ritmica

Kiev 2020: oro nel concorso a squadre e nelle 5 palle, argento nei 3 cerchi / 4 clavette, bronzo nell'all-around.